# Margarochroma
Margarochroma és un gènere d'arnes de la família Crambidae.

## Taxonomia
- Margarochroma fuscalis Hampson, 1907
- Margarochroma pictalis Warren, 1896